# CODAD

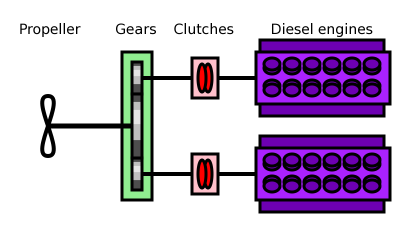

CODAD (англ. (Combined Diesel and diesel,  Комбіновані дизель та дизель) - тип комбінованої морської енергетичної установки, в якій два дизельні двигуни працюють на один вал.
Можлива як окрема робота кожного з двигунів, так і одночасна.

## Кораблі, на яких використовується система CODAD
- Фрегати типу «Лафаєт» ВМС Франції
- Фрегати класу F-22P ВМС Пакистану
- Фрегати типу «Явуз» ВМС Туреччини
- Плановані фрегати типу 31 ВМС Великої Британії